# Герман Фойгт-Рушевей
Герман Фойгт-Рушевей (нім. Hermann Voigt-Ruscheweyh; 30 травня 1880, Юбігау-Варенбрюк — 26 серпня 1969, Вісбаден) — німецький офіцер, генерал-майор люфтваффе.

## Біографія
15 березня 1898 року вступив в артилерію. Учасник Першої світової війни. Після демобілізації армії залишений в рейхсвері. 30 вересня 1928 року вийшов у відставку. З 1 листопада 1928 року — член німецької військової місії в Туреччині (артилерійське училище Стамбула), з 11 квітня 1933 року — в Китаї (артилерійське училище Нанкіна).
1 грудня 1938 року вступив у люфтваффе, начальник розвідки в штабі командування 12-ї, з 1 жовтня 1941 року — 25-ї авіаційної області. 20 квітня 1943 року переданий в розпорядження 12-го запасного авіаційного батальйону. З 1 листопада 1943 року — адміністратор внутрішнього відділу ОКВ. 31 грудня 1944 року звільнений у відставку. З 9 січня по 8 травня 1945 року — незалежний науковий асистент ОКЛ у 8-му відділі Генштабу люфтваффе.

## Звання
- Фенріх (25 листопада 1898)
- Лейтенант (18 серпня 1899)
- Оберлейтенант (17 вересня 1909)
- Гауптман (1 жовтня 1913)
- Майор (1 квітня 1922)
- Оберстлейтенант (1 лютого 1928)
- Оберст (1 червня 1940)
- Генерал-майор (1 жовтня 1943)

## Нагороди
- Залізний хрест 2-го і 1-го класу
- Орден «За заслуги» (Баварія) 4-го класу з мечами
- Орден Альберта (Саксонія), лицарський хрест 2-го класу з мечами
- Ганзейський Хрест (Гамбург)
- Військова медаль (Османська імперія)
- Хрест «За військові заслуги» (Австро-Угорщина) 3-го класу з військовою відзнакою
- Королівський орден дому Гогенцоллернів, лицарський хрест з мечами
- Нагрудний знак «За поранення» в чорному
- Почесний хрест ветерана війни з мечами
- Медаль «За вислугу років у Вермахті» 4-го, 3-го, 2-го і 1-го класу (25 років)
- Застібка до Залізного хреста 2-го класу
- Орден Корони короля Звоніміра 1-го ступеня із зіркою і мечами (Незалежна Держава Хорватія)